# Ferdinand Stamm
Ferdinand Stamm (11. května 1813 Mezilesí [Orpus] – 30. července 1880 Pötzleinsdorf) byl rakouský a český spisovatel, novinář a politik německé národnosti, v 2. polovině 19. století poslanec Českého zemského sněmu a Říšské rady.

## Biografie
Pocházel z malé hornické vesnice Mezilesí (dobově známa pod německým názvem Orpus) v Krušných horách. Jeho otec byl majitelem dolu a nájemcem železných hutí v Perštejnu. Od mládí by veden k získávání vědomostí, četbě a věnoval se i hudbě.
Navštěvoval gymnázium v Doupově a od roku 1829 premonstrátské gymnázium v Žatci. Od roku 1832 do roku 1838 studoval na Karlo-Ferdinandově univerzitě v Praze právo (první rok absolvoval filozofický kurz). Během studií se živil jako učitel a spolupracoval s německojazyčnými literárními periodiky (Wiener Zeitschrift für Kunst, Literatur, Theater und Mode). Po dokončení školy nejprve roku 1838 nastoupil na praxi (k žateckému magistrátu) a pak přesídlil do Vídně, kde po deset let pracoval jako domácí učitel (v šlechtické rodině Kaisersteinů). V roce 1844 získal titul doktora práv (byl mu udělen na Vídeňské univerzitě). Ve Vídni se naplno zapojil do literárního života. Publikoval ve vídeňském a pražském denním tisku, vydával humoristické povídky a roku 1845 publikoval román Leben und Lieben, Dichten und Trachten des Amtsschreibers Michael Häderlein. Pokoušel se i o dramatické umění. Napsal hru Libuscha, která měla být odehrána na počátku revolučních dnů v březnu 1848 jako benefiční představení, ale krátce před premiérou byla zakázána cenzurou.
Během revolučního roku 1848 se zapojil i do politického dění, účastnil se německého sjezdu v Teplicích. V doplňovacích volbách v listopadu 1848 byl zvolen na rakouský ústavodárný Říšský sněm poté, co rezignoval poslanec Adolf Gustav Schneider. Zastupoval volební obvod Lovosice v Čechách. Uvádí se jako redaktor. Patřil ke sněmovní levici.
V letech 1848–1856 bydlel v Chomutově. Zde se angažoval v komunální politice, hornickém podnikání a v místních spolcích. Přispíval do Deutsche Zeitung aus Böhmen, Constitutionelle Allgemeine Zeitung von Böhmen a do deníku Bohemia. Zajímaly ho životní podmínky obyvatel Krušnohoří. V roce 1854 se oženil s dcerou litoměřického lékárníka Wesselyho.
Roku 1856 opět přesídlil do Vídně, kde založil několik krátce existujících novinových titulů. Zastával i řídící funkce v hospodářském životě. Roku 1860 byl správním radou důlní a železniční společnosti Graz-Köflacher Eisenbahn- und Bergbaugesellschaft. Podílel se na založení Spolku rakouského železářského průmyslu. V roce 1861 zasedal v rakouském ústředním výboru pro přípravu světové výstavy v Londýně a později i světové výstavy v Paříži roku 1867. Podle jiného zdroje byl v případě výstavy v Londýně pouze členem poroty, zatímco členem ústředního výboru se stal až pro výstavu v Paříži roku 1867 a také pro světovou výstavu roku 1873 ve Vídni.
Po obnovení ústavního života v Rakouském císařství počátkem 60. let 19. století se zapojil i do zemské a celostátní politiky. V zemských volbách v Čechách v roce 1861 byl zvolen v kurii venkovských obcí (volební obvod Žatec – Chomutov – Postoloprty – Bastianperk – Podbořany) do Českého zemského sněmu jako nezávislý německý kandidát. Do sněmu byl zároveň zvolen i za městskou kurii, obvod Karlovy Vary – Jáchymov, ale zde se následně mandátu vzdal a místo něj do poslaneckého křesla usedl Alois Brinz. Mandát obhájil ve svém obvodu Žatec – Chomutov – Postoloprty – Bastianperk – Podbořany v zemských volbách v lednu 1867 i v krátce poté konaných volbách v březnu 1867 a ve volbách roku 1870.
V téže době také zasedal v Říšské radě (celostátní zákonodárný sbor), kam ho vyslal zemský sněm roku 1861 (tehdy ještě Říšská rada nevolena přímo, ale tvořena delegáty jednotlivých zemských sněmů). Opětovně ho zemský sněm do vídeňského parlamentu delegoval roku 1867.
V roce 1874 ztratil větší část svého jmění a následně působil převážně jako publicista, se zaměřením na národohospodářské otázky. Od roku 1877 vydával ročenku Österreichisches Jahrbuch. V německojazyčném deníku Bohemia publikoval až do roku 1879, pak ho nemoc vyřadila z veřejného života. Zemřel v červenci 1880 na venkovském pobytu u Vídně.